# Biozones de mamífers del Neogen
Les biozones de mamífers del Neogen són un sistema utilitzat per correlacionar els jaciments fòssils de mamífers europeus del Miocè i Pliocè. Es compon de setze zones consecutives, enumerades de l'1 al 17, definides per mitjà de referències de fauna, llocs ben coneguts que es poden correlacionar amb altres localitats. Les zones 7 i 8 estan fusionades en la zona 7/8.
Les biozones de mamífers del Neogen també són conegudes popularment amb el nom de "MN de Mein", en honor del paleontòleg francès Pierre Mein. Per fer referència a cada una de les biozones, s'utilitzen les sigles "MN" (Mamífers del Neogen) seguides del seu número corresponent.

## Biozones
Les biozones definides per aquest sistema són:
- MN 1
- MN 2
- MN 3
- MN 4
- MN 5
- MN 6
- MN 7/8
- MN 9
- MN 10
- MN 11
- MN 12
- MN 13
- MN 14
- MN 15
- MN 16
- MN 17